# Bama (Nigeria)
Pour les articles homonymes, voir Bama.
Bama est une zone de gouvernement local de l'État de Borno au Nigeria,.

## Source
- (en) Cet article est partiellement ou en totalité issu de l’article de Wikipédia en anglais intitulé « Bama, Borno » (voir la liste des auteurs).